# Stomatorhinus ivindoensis
Stomatorhinus ivindoensis is een straalvinnige vissensoort uit de familie van de tapirvissen (Mormyridae). De wetenschappelijke naam van de soort is voor het eerst geldig gepubliceerd in 2005 door Sullivan & Hopkins.